# Eguchipsammia cornucopia
Eguchipsammia cornucopia är en korallart som först beskrevs av Pourtalès 1871.  Eguchipsammia cornucopia ingår i släktet Eguchipsammia och familjen Dendrophylliidae. Inga underarter finns listade i Catalogue of Life.